# Шустиков, Виктор Михайлович
Ви́ктор Миха́йлович Шу́стиков (род. 28 января 1939, Москва) — советский футболист, защитник, Заслуженный мастер спорта СССР (1969).
Второй (после Олега Блохина) по количеству сыгранных матчей в чемпионатах СССР — 427, из них 253 матча без пропусков и замен.

## Биография
Воспитанник московской ФШМ. Первые матчи сыграл в 1953 году за юношескую команду спортклуба «Фили». Капитан «Торпедо» с 1968 по 1972 год.

В истории московского «Торпедо» Виктор Михайлович — это целая эпоха. Он провёл за свою родную команду 427 матчей и 253 игры из них сыграл подряд без замен! Перед его глазами прошло не одно поколение автозаводцев. А он все играл и играл. Его авторитет в торпедовской истории до сих пор незыблем. Он остаётся, я бы сказал, совестью «Торпедо», тем, на что равняешься, с чем сверяешь свои мысли. И, наверное, не случайно великий игрок отечественного футбола его одноклубник Эдуард Стрельцов едва ли не в каждом своём письме матери из колонии просил передать привет «Витьку Шустикову». Лишь ему одному персонально! (Из статьи Ивана Тимошкина) 
По окончании карьеры — тренер в клубе «Торпедо» Москва (1974—1980). В начале 80-х окончил ВШТ.
В 1983 — главный тренер клуба «Волгарь» Астрахань. Из клуба ушел из-за семейных вопросов.
В 1984—1997 — старший тренер в футбольной школе «Торпедо» Москва.
В 1997 году — почётный президент «Торпедо-ЗИЛ».
В 2003 работал тренером-селекционером в клубе «Торпедо-Металлург».
Автор книги «Футбол на всю жизнь».
Последний оставшийся в живых футболист сборной СССР, игравшей в финале чемпионата Европы 1964 года.

### Выступления за сборную
Первый матч за сборную СССР провёл 22 сентября 1963 года против Венгрии, который завершился ничьей 1:1. Всего провёл 8 матчей за сборную СССР (последний матч провёл 29 ноября 1964 года против Болгарии, который завершился ничьей 0:0).
Провёл один матч за олимпийскую сборную СССР в 1964 году.

## Достижения

### Командные
- Чемпион СССР в 1960 и 1965 годах.
- Серебряный призёр чемпионата СССР в 1961 и 1964 годах.
- Бронзовый призёр чемпионата СССР в 1968 году.
- Обладатель Кубка СССР в 1960, 1968 и 1972 годах.

### Личные
- Провёл 427 матчей в чемпионатах СССР.
- 6 раз попадал в список «33 лучших»: № 1 — 1963, 1964; № 2 — 1960; № 3 — 1959, 1961, 1965.
- Награждён медалью ордена «За заслуги перед отечеством» II степени в связи со 100-летием отечественного футбола (1997).

## Семья
Женат. Сын Сергей Викторович (1970—2016) выступал за «Торпедо», Олимпийскую сборную СССР и сборную СНГ. Внук Сергей Сергеевич (род. 1989) тоже играл за «Торпедо».